# Bonneil
Bonneil est une commune française située dans le département de l'Aisne en région Hauts-de-France.

## Géographie

### Situation
Le village est situé sur un coteau rive droite de la Marne à 1,3 km au nord-est d'Azy-sur-Marne et à 8,5 km au sud de Château-Thierry.

### Communes limitrophes
|                  | Essômes-sur-Marne |               |
| Charly-sur-Marne | Bonneil           |               |
| Romeny-sur-Marne |                   | Azy-sur-Marne |

### Hameaux, lieux-dits et écarts
- Hameau du Mont-de-Bonneil.

### Hydrographie
La commune est située dans le bassin Seine-Normandie. Elle n'est drainée par aucun cours d'eau,.

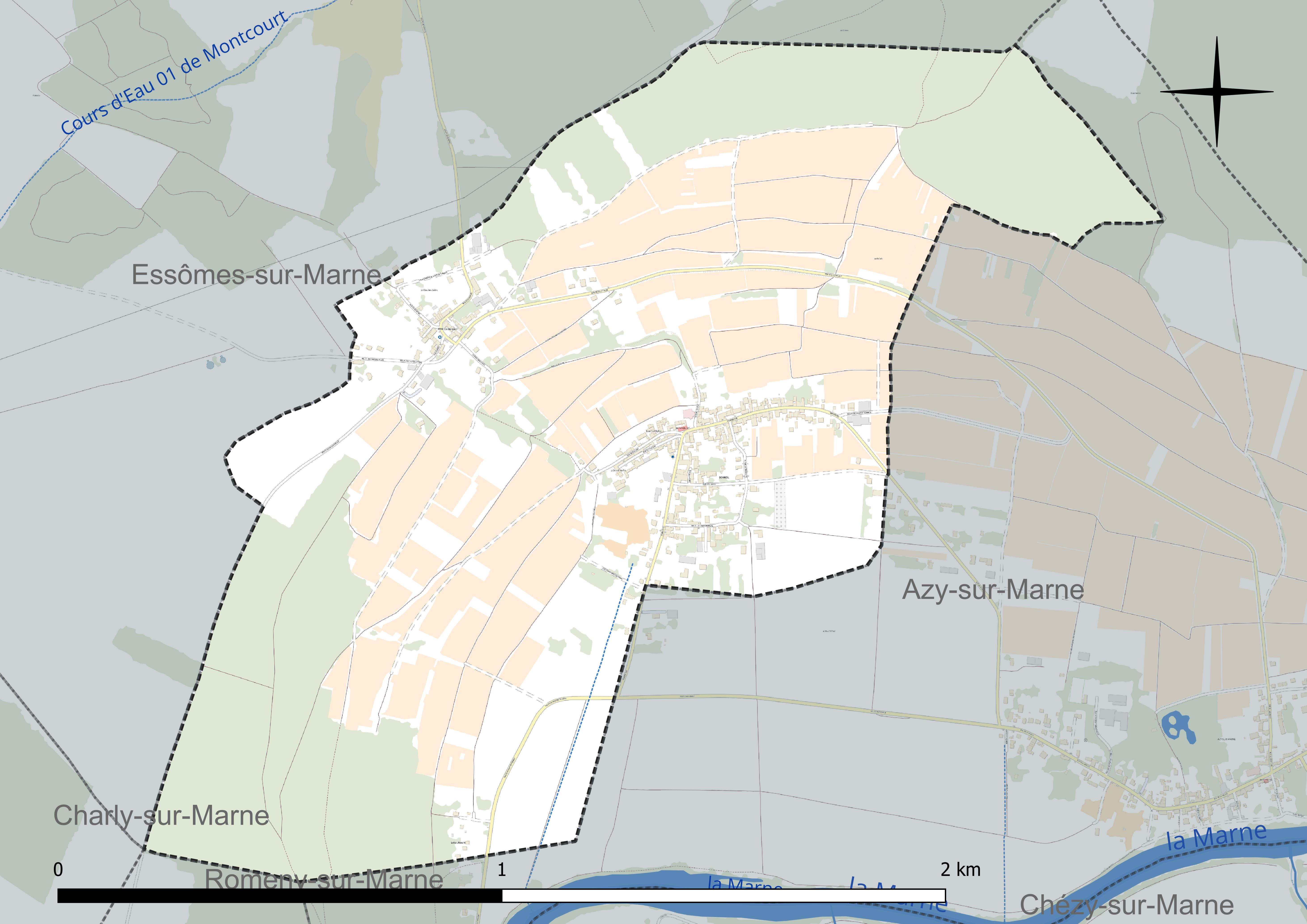
Réseau hydrographique de Bonneil.

### Climat
Pour des articles plus généraux, voir Climat des Hauts-de-France et Climat de l'Aisne.
En 2010, le climat de la commune est de type climat océanique dégradé des plaines du Centre et du Nord, selon une étude du CNRS s'appuyant sur une série de données couvrant la période 1971-2000. En 2020, Météo-France publie une typologie des climats de la France métropolitaine dans laquelle la commune est exposée à un climat océanique altéré et est dans la région climatique Nord-est du bassin Parisien, caractérisée par un ensoleillement médiocre, une pluviométrie moyenne régulièrement répartie au cours de l'année et un hiver froid (3 °C).
Pour la période 1971-2000, la température annuelle moyenne est de 10,6 °C, avec  une amplitude thermique annuelle de 15 °C. Le cumul annuel moyen de précipitations est de 728 mm, avec 11,7 jours de précipitations en janvier et 8,3 jours en juillet. Pour la période 1991-2020 la température moyenne annuelle observée sur la station météorologique la plus proche, située sur la commune de Blesmes à 8 km à vol d'oiseau, est de 10,6 °C et le cumul annuel moyen de précipitations est de 713,0 mm,. Pour l'avenir, les paramètres climatiques de la commune estimés pour 2050 selon différents scénarios d'émission de gaz à effet de serre sont consultables sur un site dédié publié par Météo-France en novembre 2022.

## Urbanisme

### Typologie
Au 1er janvier 2024, Bonneil est catégorisée commune rurale à habitat dispersé, selon la nouvelle grille communale de densité à 7 niveaux définie par l'Insee en 2022.
Elle est située hors unité urbaine. Par ailleurs la commune fait partie de l'aire d'attraction de Château-Thierry, dont elle est une commune de la couronne,. Cette aire, qui regroupe 52 communes, est catégorisée dans les aires de moins de 50 000 habitants,.

### Occupation des sols
L'occupation des sols de la commune, telle qu'elle ressort de la base de données européenne d'occupation biophysique des sols Corine Land Cover (CLC), est marquée par l'importance des territoires agricoles (53,8 % en 2018), une proportion identique à celle de 1990 (53,8 %). La répartition détaillée en 2018 est la suivante : 
cultures permanentes (38,2 %), forêts (33,9 %), terres arables (15,7 %), zones urbanisées (12,3 %).
L'évolution de l'occupation des sols de la commune et de ses infrastructures peut être observée sur les différentes représentations cartographiques du territoire : la carte de Cassini (XVIIIe siècle), la carte d'état-major (1820-1866) et les cartes ou photos aériennes de l'IGN pour la période actuelle (1950 à aujourd'hui).

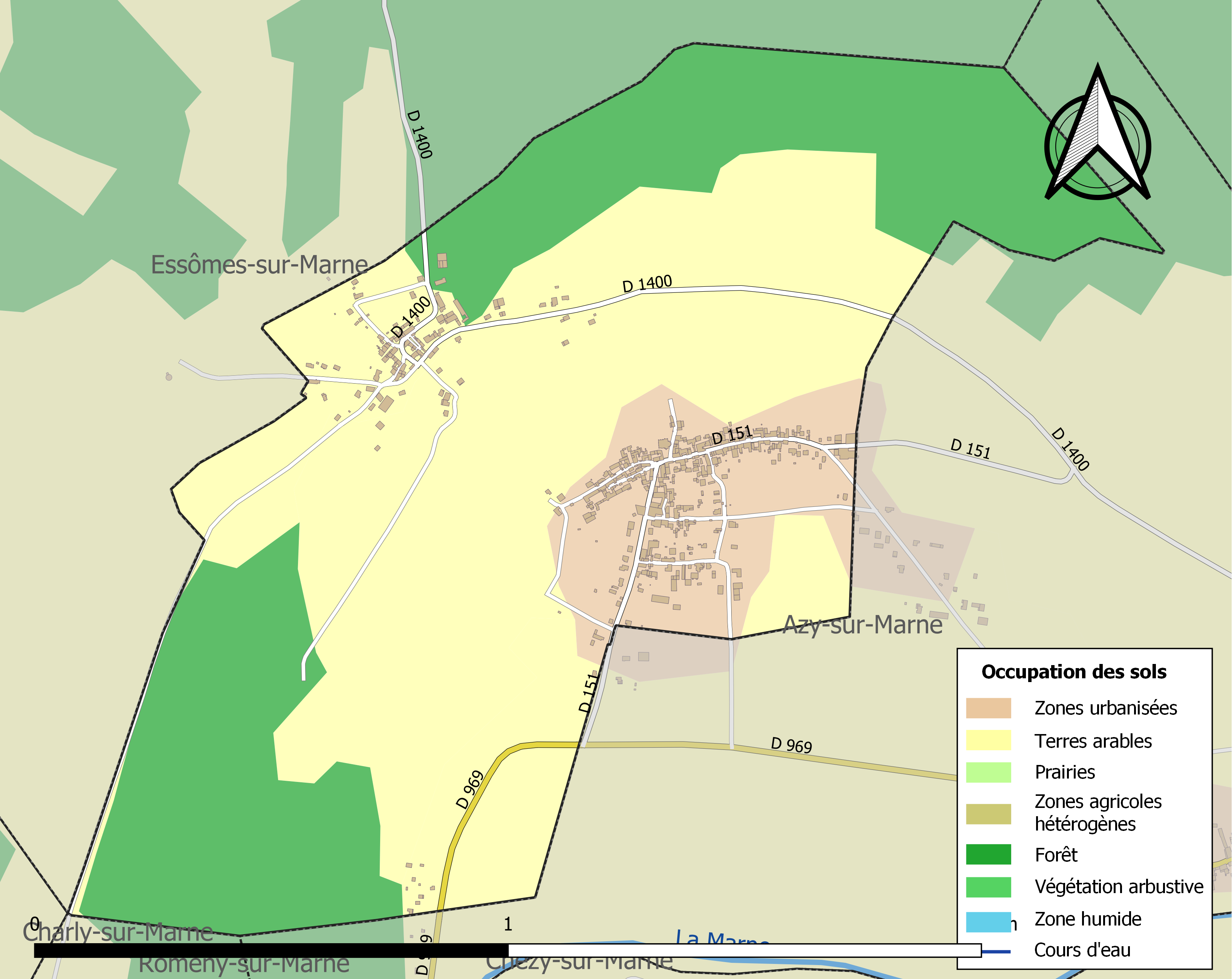
Carte des infrastructures et de l'occupation des sols de la commune en 2018 (CLC).

## Toponymie
Le nom de la localité est attesté sous les formes Bonogilum (834) ; Bonnel (1122) ; Bonoil (1264) ; Bonelium (1270) ; Bonolium (1301) ; Terrouer de Bonnoil (1318) ; Boneil (1355) ; Bonneul (XVIIe siècle).
De l'adjectif latin bonum et ó-ialo « bonne clairière ».

## Histoire

### Préhistoire
Région habitée dès l'âge de la pierre.

### Ancien Régime
Villa royale mérovingienne.
Château de la reine Brunehilde au Mont-de-Bonneil.
616 : Clotaire rassemble les grands dignitaires de son royaume.
Charles Martel attribue Bonigilum (Bonneil) aux moines de Chézy-sur-Marne.
854 : Charles le Chauve séjourne à Bonneil lors d'une visite des places fortes de la Marne.
907 : Odilon donne des biens situés à Bonneil aux moines de Saint-Sébastien de Soissons.
944 : Raoul Dargies, chambellan du duc de Normandie, donne le village à l'abbaye de Rebais en y déposant les reliques de saint Ausbert.
1304 : Guy, évêque de Soissons, érige Bonneil en cure.
8 octobre 1690 : Contesse, seigneur de Bonneil et Madame de la Bretonnière, supérieur de l'Hôtel-Dieu de Château-Thierry sont parrain et marraine de la troisième des cloches baptisées ce jour à Bonneil.
14 juin 1792 : Bénédiction d'une grosse cloche fondue à Neuilly-Saint-Front par Antoine.
Le seigneur de Vassan quitte son château à la Révolution.
Première décade de frimaire, an II (1793) : Le conseil général de la commune d'Essômes-sur-Marne décide de la plantation d'un arbre de l'égalité sur la place de l'Ecu à Essômes. Lequel arbre serait prélevé dans les bois de l'Emigré de Vassan, à Essômes.
Vestiges de fortifications encore visibles en 1806 au Mont-de-Bonneil.
(Dessins de Messieurs Bézy, Francis Lecort et Souliac-Boileau)

### Époque contemporaine
Guerre de 1870 : le village est pillé par les Prussiens en représailles.
Guerre de 1914-1918 : le village est endommagé.
Fin mai - début juin 1918 : offensive allemande et résistance de la 73e D.I.

## Politique et administration

### Découpage territorial
La commune de Bonneil est membre de la communauté d'agglomération de la Région de Château-Thierry, un établissement public de coopération intercommunale (EPCI) à fiscalité propre créé le 1er janvier 2017 dont le siège est à Étampes-sur-Marne. Ce dernier est par ailleurs membre d'autres groupements intercommunaux.
Sur le plan administratif, elle est rattachée à l'arrondissement de Château-Thierry, au département de l'Aisne et à la région Hauts-de-France. Sur le plan électoral, elle dépend du  canton d'Essômes-sur-Marne pour l'élection des conseillers départementaux, depuis le redécoupage cantonal de 2014 entré en vigueur en 2015, et de la cinquième circonscription de l'Aisne  pour les élections législatives, depuis le dernier découpage électoral de 2010.

### Administration municipale

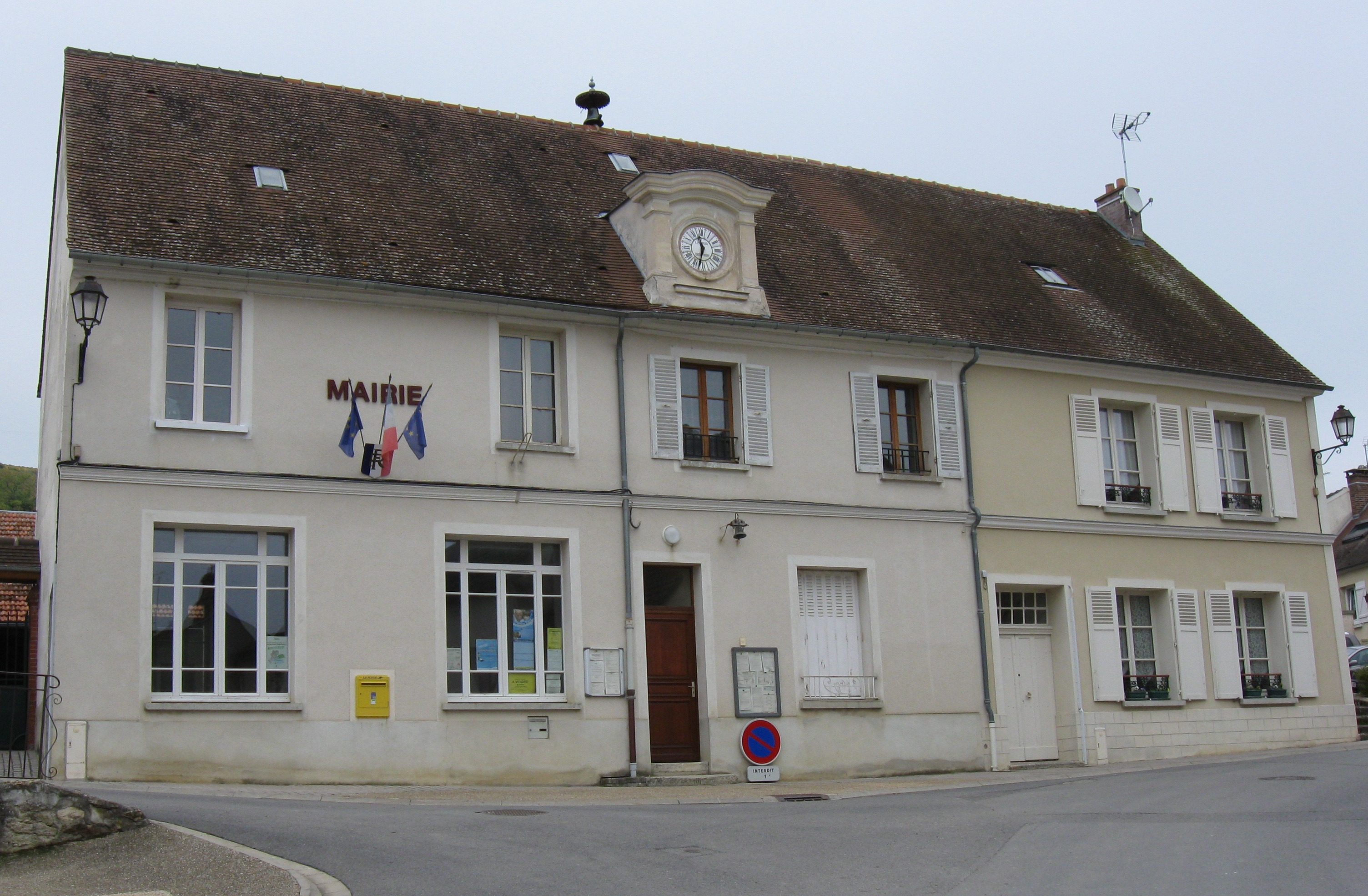
La mairie.

#### Liste des maires
| Période                                  | Période                       | Identité          | Étiquette | Qualité                                     |
| ---------------------------------------- | ----------------------------- | ----------------- | --------- | ------------------------------------------- |
| Les données manquantes sont à compléter. |                               |                   |           |                                             |
| avant 1875                               | après 1876                    | Piedneuf          |           |                                             |
| avant 1981                               | ?                             | René Toussirot    |           |                                             |
| Les données manquantes sont à compléter. |                               |                   |           |                                             |
| mars 2001                                | mai 2020                      | Gilbert Coppeaux  | DVD       | Agriculteur Réélu pour le mandat 2014-2020, |
| mai 2020                                 | En cours (au 11 juillet 2020) | Stéphanie Boucant |           |                                             |

## Population et société

### Démographie
L'évolution du nombre d'habitants est connue à travers les recensements de la population effectués dans la commune depuis 1793. Pour les communes de moins de 10 000 habitants, une enquête de recensement portant sur toute la population est réalisée tous les cinq ans, les populations de référence des années intermédiaires étant quant à elles estimées par interpolation ou extrapolation. Pour la commune, le premier recensement exhaustif entrant dans le cadre du nouveau dispositif a été réalisé en 2007.

En 2022, la commune comptait 376 habitants, en évolution de −0,27 % par rapport à 2016 (Aisne : −1,97 %, France hors Mayotte : +2,11 %).
| 1793 | 1800 | 1806 | 1821 | 1831 | 1836 | 1841 | 1846 | 1851 |
| ---- | ---- | ---- | ---- | ---- | ---- | ---- | ---- | ---- |
| 435  | 533  | 436  | 529  | 519  | 465  | 470  | 464  | 438  |

| 1856 | 1861 | 1866 | 1872 | 1876 | 1881 | 1886 | 1891 | 1896 |
| ---- | ---- | ---- | ---- | ---- | ---- | ---- | ---- | ---- |
| 402  | 405  | 418  | 389  | 412  | 376  | 366  | 344  | 340  |

| 1901 | 1906 | 1911 | 1921 | 1926 | 1931 | 1936 | 1946 | 1954 |
| ---- | ---- | ---- | ---- | ---- | ---- | ---- | ---- | ---- |
| 310  | 336  | 311  | 308  | 291  | 289  | 284  | 258  | 265  |

| 1962 | 1968 | 1975 | 1982 | 1990 | 1999 | 2006 | 2007 | 2012 |
| ---- | ---- | ---- | ---- | ---- | ---- | ---- | ---- | ---- |
| 255  | 259  | 255  | 287  | 336  | 374  | 403  | 407  | 390  |

| 2017 | 2022 | - | - | - | - | - | - | - |
| ---- | ---- | - | - | - | - | - | - | - |
| 375  | 376  | - | - | - | - | - | - | - |

## Économie
- Viticulture, production de champagne.

## Culture locale et patrimoine

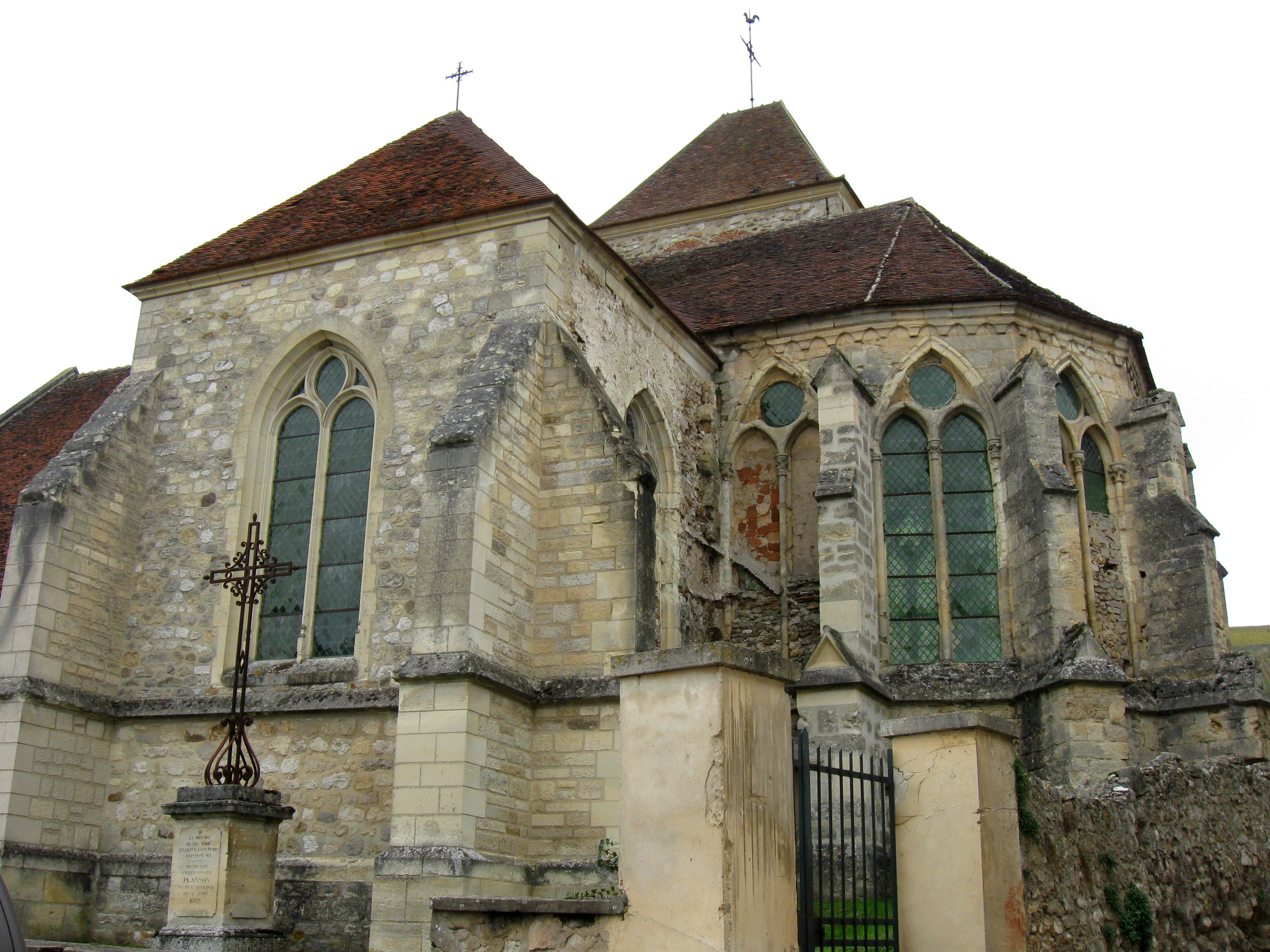
L'église Notre-Dame.

### Lieux et monuments
- Coteaux boisés dominant la vallée de la Marne.
- Passage du sentier de grande randonnée GR 11A.
- Table d'orientation du Mont-de-Bonneil, vignoble.
- Église Notre-Dame construite entre les XIIe et XVIe siècles, très abimée en 1914 a fait l'objet d'un classement au titre des monuments historiques en 1921[25].
- Ancien pressoir.
- Route touristique du champagne.

### Personnalités liées à la commune
Les seigneurs de Bonneil :
1147 - 1201 : Étienne
XIIIe siècle : seigneurs de Montmirail puis seigneurs de Gandelu de la branche cadette de la maison de Chatillon sur Marne.
1318 : Sieur de Chasteillon.
1580 : François de Christien, époux de Madeleine de la Motte.
Fin XVIe siècle : Jean de Thou, conseiller au Parlement, fils de Victor de Thou.
XVIIe siècle : Augustin de Thou, président au Parlement, époux de Claude de Marb.
1674 : Claude René de Contesse de Bonneil, écuyer de Madame la Dauphine, époux de Marie Thérèse Richer.
1690 : François Louis de Vassan, écuyer capitaine au régiment du Roi, épouse Claude Françoise contesse de Bonneil et devient seigneur de Romeny-sur-Marne et de Bonneil.
1748 : Ambroise Eustache de Vassan, chevalier seigneur, chevalier de l'ordre de Saint Louis, capitaine au régiment de la Reine, époux de Marie Anne Françoise Léger.
1793 : comte Jean Baptiste Marie de Vassan, lieutenant-colonel au régiment des dragons de Chartres, chevalier de l'ordre royal et militaire de Saint Louis.
Autres personnalités :
Le comte Alfred Emilien de Nieuwerkerke (1811-1891), petit-fils du comte Jean Baptiste Marie de Vassan, ministre des Beaux-Arts sous Napoléon III, conseiller général et sénateur de l'Aisne, conservateur des Musées Impériaux.

## Pour approfondir